# Kecamatan Ciracas
Kecamatan Ciracas är ett distrikt i Indonesien.   Det ligger i provinsen Jakarta, i den västra delen av landet, 13 km söder om huvudstaden Jakarta.